# Буржук
Буржук (рум. Burjuc) — село у повіті Хунедоара в Румунії. Адміністративний центр комуни Буржук.
Село розташоване на відстані 329 км на північний захід від Бухареста, 34 км на захід від Деви, 125 км на південний захід від Клуж-Напоки, 99 км на схід від Тімішоари.

## Населення
За даними перепису населення 2002 року у селі проживали 199 осіб, з них 197 осіб (99,0%) румунів. Рідною мовою 198 осіб (99,5%) назвали румунську.